# Диксон (ледник)
Диксон (исп. Glaciar Dickson) — один из пограничных ледников между Аргентиной и Чили. Площадь ледника составляет 71 км², длина ледника 10 км. В Аргентине он расположен в департаменте Лаго-Архентино провинции Санта-Крус. В Чили он находится в провинции Ультима-Эсперанса региона Магальянес. Он находится на южном патагонском ледовом поле, а также граничит с озером Диксон, между национальными парками Лос-Гласьярес и Торрес-дель-Пайне.

## Название
Этот ледник был назван шведским исследователем Отто Норденшёльдом в честь барона Диксона, покровителя его кампании в Патагонию и Огненную Землю (1895—1896).

## История
В 1895 году ледник простирался более чем на 4,5 км в южном направлении от холма Кубо. В то время ледник имел два рукава: южный рукав идёт на юг к одноименному озеру, где и заканчивается и северный рукав шёл к долине озера Диксон, к востоку, где сходился с ледником Фриас, который граничил с озером Фриас и озером Архентино.
К 1975 году ледник значительно уменьшился, оставив землю покрытую растительностью и озёра (линия разделения между растительностью и ледником).

### Ледник в 2011 году
Ледник Диксон сильно уменьшился в течение нынешнего столетия, подчеркнув изменения, которые действовали при слиянии с ледником Фриас. Потеря льда в этом районе весьма значительна (от 2,5 до 8 м/год) и, как ожидается, продолжится в будущем, что приведёт к увеличению площади озера Диксон в направлении к северу и востоку, как это происходит в последние десятилетия.